# Stefano Mottola
Stefano Mottola, est un astronome italien.

## Biographie
Il a été responsable de la caméra ROLIS sur le lander Philae au cours de la mission de la sonde Rosetta,.
Le Centre des planètes mineures le crédite de la découverte de cinq astéroïdes, effectuée entre 1995 et 1996, en partie en collaboration avec Uri Carsenty et Eberhard Koldewey.
L'astéroïde (5388) Mottola lui est dédié,.
| (8214) Mirellalilli   | 29 mars 1995     |
| (11975) 1995 FA1      | 29 mars 1995     |
| (27865) Ludgerfroebel | 30 mars 1995     |
| (96257) 1995 JE       | 3 mai 1995       |
| (202907) 1996 RH1     | 4 septembre 1996 |